# Verfassungswidriges Verfassungsrecht
Verfassungswidriges Verfassungsrecht bezeichnet in der Rechtswissenschaft Regeln und Normen, die Bestandteil des geschriebenen oder ungeschriebenen Verfassungsrechts geworden sind, aber gleichwohl gegen die Verfassung verstoßen und damit unwirksam oder wegen Verfassungswidrigkeit aufhebbar sind. Eine Rolle spielt dies vor allem bei Verfassungsänderungen.
Dogmatisch handelt es sich um ein Instrument zur Lösung von Normenkollisionen. Vorausgeschickt wird dabei, dass, obgleich jede Verfassungsnorm in bestimmter Weise die Verfassung gestaltet und verändert, es dennoch Regeln gibt, die den übrigen Regeln – ob ihrer Höherrangigkeit oder besonderen Wichtigkeit – vorgehen und damit maßstabsbildende Kraft entfalten können.
Sowohl Befund (unter welchen Voraussetzungen) als auch Rechtsfolge (welcher Effekt) von verfassungswidrigem Verfassungsrecht sind umstritten.

## Ausschluss der Anwendung des Instituts des verfassungswidrigen Verfassungsrechts
Fälle verfassungswidrigen Verfassungsrechts sind zu unterscheiden von folgenden Fällen:
- eine Norm ist dem Wortlaut nach verfassungswidrig, kann jedoch durch Auslegung reduziert werden (verfassungskonforme Auslegung)[1]
- Derogation:
  - eine Norm verdrängt eine andere als Ausnahmeregel oder eine spezielle Norm geht einer allgemeinen Norm vor: lex specialis derogat legi generali (Spezialität)
  - eine jüngere Norm verdrängt eine ältere (lex posterior derogat legi priori)

Hingegen kommt es nicht darauf an, ob und wie eine Regel entstanden ist, also ob sie geschrieben oder ungeschrieben ist oder ob sie durch besonders hohe oder besonders knappe Zustimmung zustande kam. Gleiches gilt für die Bezeichnung von Verfassungsnormen als hochrangig, es kommt nicht allein darauf an.
Beispiel: In Deutschland ist das Rechtsstaatsprinzip nicht vollständig im Verfassungstext aufgenommen. In der Verfassungspraxis wird es jedoch über den Wortlaut von Art. 20 GG hinaus als höherrangiges Verfassungsrecht angewendet und geht einfachen Verfassungsnormen vor. Etwa hinsichtlich Vorbehalt des Gesetzes und Rückwirkungsverbot.

## Befund

### Verstoß gegen höherrangiges Recht
Nach allgemeinen dogmatischen Regeln setzt die Rechtswidrigkeit einen Verstoß gegen höherrangiges Recht voraus. Das ist im Verfassungsrecht nur dann denkbar, wenn einzelne Normen des Verfassungsrechtes anderen Normen des Verfassungsrechtes vorgehen. In modernen Verfassungen ist oft und seit frühem die Prämisse anzutreffen, dass es einen Normkern gibt, der unabänderlich ist und dem Gestaltungsspielraum des Gesetzgebers entzogen ist:

“[…] a legislative act contrary to the Constitution is not law.”

„[…] ein Gesetzgebungsakt in Widerspruch zur Verfassung hat keine Gesetzeskraft.“

Zu seinem Umfang werden unter anderem Grundsätze gezählt wie
- der Kern der Menschenrechte
- Gewaltenteilung
- die freiheitliche demokratische Grundordnung
- Rechtsstaatlichkeit

Eine Normhierarchie oder gar Normpyramide innerhalb des Verfassungsrechts gibt es jedoch nicht.

### Kollision gleichrangigen Rechts
Nicht anerkannt ist die Figur des verfassungswidrigen Verfassungsrechts dagegen für das Verhältnis gleichrangiger Normen des Verfassungsrechts untereinander, erst recht, wenn diese nicht später eingefügt, sondern von Anfang an Bestandteil der Verfassung waren. Nur vereinzelt wird beispielsweise die Regelung des Religionsunterrichts im Hinblick auf die gleichzeitig normierte Trennung von Staat und Kirche für verfassungswidrig gehalten. Es gibt bei der Kollision solch gleichrangiger Normen keinen Prüfungsmaßstab dafür, welche der beiden Normen an welcher zu messen wäre. Im Ergebnis versagt bei solchen Konstellationen das Instrument des verfassungswidrigen Verfassungsrechts als Normenkollisionslösung und es sind daher andere Auslegungsmethoden heranzuziehen. Ein weiterer Lösungsansatz ist das Instrument der praktischen Konkordanz.
Verfassungswidriges Verfassungsrecht gleichen Ranges spielt zum Beispiel in Deutschland auch eine Rolle bei der Lösung der Fragen:
- ob der Bundespräsident eine Nationalhymne bestimmen darf;
- ob und inwiefern dem Bundespräsidenten ein materielles Prüfungsrecht bei der Gesetzgebung des Bundes zusteht.

## Deutschland
Durch die Ewigkeitsklausel des Art. 79 Abs. 3 des deutschen Grundgesetzes sind bestimmte materielle Verfassungsänderungen unzulässig. Käme es dennoch – selbst unter Beachtung der Gesetzgebungsverfahrensanforderungen – zu einer solchen Änderung des Wortlautes des Grundgesetzes (Art. 79 Abs. 1 GG), so wären das Änderungsgesetz und dessen Wirkung verfassungswidrig und nichtig.
Beispiel: Streichung von Art. 102 GG und Einführung der Todesstrafe für Fälle, die durch Bundesgesetz bestimmt sind. Dies war nach herrschender Meinung strittig, wird aber heute allgemein als zu schützendes Ewigkeitsrecht – herleitbar durch die in Art. 1 GG garantierte Menschenwürde – angesehen.
Eine Änderung wäre unzulässig, weil der verfassungsändernde Gesetzgeber gegen Art. 1 Abs. 1 und 3 GG und den Achtungsanspruch der Menschenwürde verstoßen würde. Die heutige Anwendung des Art. 102 GG wäre streng genommen überflüssig und dient nur der Klarstellung.

„Diese Bedenken legen den Befund nahe, daß nach deutschem Verfassungsrecht jegliche Wiedereinführung der Todesstrafe – auch abgesehen von Art. 102 GG – vor Art. 1 Abs. 1 GG und der Wesensgehaltsgarantie des Grundrechts auf Leben (Art. 2 Abs. 2 Satz 1 i.V.m. Art. 19 Abs. 2 GG) keinen Bestand haben könnte …“

Früher galt diese Ansicht unter Verfassungsrechtlern als strittig, da der Verfassungsgeber darauf verzichtet habe, Art. 102 ausdrücklich an der Ewigkeitsgarantie teilhaben zu lassen, sodass dieser Artikel unter den nach Art. 79 Abs. 3 unveränderlichen Grundrechten nicht genannt werde. Im Übrigen gibt es neben Art. 79 GG die Fälle sonst vorrangigen Verfassungsrechts wie etwa Vorbehalt des Gesetzes und Rückwirkungsverbot (s. o.).
Eine explizite Regelung von verfassungswidrigem Verfassungsrecht findet sich in Art. 117 GG.

## Österreich
In Österreich ist das Verfassungsrecht im Bundes-Verfassungsgesetz (B-VG) kodifiziert und darüber hinaus in sonstigen sogenannten Bundesverfassungsgesetzen. Die Gerichtsbarkeit des Verfassungsgerichtshofs erstreckt sich nicht nur auf einfaches Bundesrecht, sondern auch auf Bundesverfassungsrecht. Da allerdings ein neues Bundesverfassungsgesetz die Verfassung inhaltlich ändert und somit selbst Teil derselben wird (lex posterior derogat legi priori bzw. lex specialis derogat legi generali), kann es inhaltlich nicht verfassungswidrig sein. Häufige Praxis ist daher, dass für verfassungswidrig erklärte einfachgesetzliche Regelungen danach vom Parlament als Bundesverfassungsgesetze verabschiedet werden, um sie durch das qualifizierte parlamentarische Votum der Inhaltskontrolle zu entziehen.
Bundesverfassungsgesetze können aber formal verfassungswidrig sein, wenn sie verfassungswidrig zustande kamen, wenn also die in der Verfassung festgelegten Erzeugungsregeln (teilweise) nicht eingehalten wurden. Der überwiegende Großteil dieser Erzeugungsregeln ist eindeutig und bereitet daher kaum Probleme (siehe Gesetzgebungsverfahren (Österreich) für einen Überblick). Problematisch im Sinne von verfassungswidrigem Verfassungsrecht ist aber die Frage, ob ein konkretes Bundesverfassungsgesetz oder eine Verfassungsbestimmung eine Gesamtänderung der Bundesverfassung darstellt, da in diesem Fall eine Volksabstimmung zwingend nötig wäre (Art. 44 Abs. 3 B-VG). In einem solchen Fall wird häufig auch die Begrifflichkeit der Grundprinzipwidrigkeit verwendet, um deutlich zu machen, dass die Verfassungswidrigkeit einer Verfassungsbestimmung nicht in ihrem Widerspruch zu anderem (einfachem) Verfassungsrecht, sondern in der Berührung eines Grundprinzips der Bundesverfassung begründet ist.
Der Verfassungsgerichtshof hat aus diesem Anlass bereits im Jahr 2001 eine Verfassungsbestimmung (§ 126a Bundesvergabegesetz) als verfassungswidrig aufgehoben, da diese Norm einen schweren Eingriff ins rechtsstaatliche Prinzip darstellte, ohne durch eine Volksabstimmung legitimiert zu sein.
Die Stammfassung des Bundes-Verfassungsgesetzes von 1920 und alle Gesetze, die dort als Bestandteil der Verfassung angeführt sind (z. B. das Staatsgrundgesetz über die allgemeinen Rechte der Staatsbürger), sind in der damals gültigen Fassung allerdings komplett der Normenkontrolle entzogen, da sämtliche in der Verfassung vorgesehenen Erzeugungsregeln nur für Verfassungsänderungen gelten.

## USA
In den Vereinigten Staaten von Amerika hat sich frühzeitig die Verfassungsgerichtsbarkeit ausgebildet, was einfache Bundesgesetze angeht. Einen gewissen Anfangspunkt bildet die Entscheidung des Obersten Gerichts im Fall Marbury gegen Madison. Verfassungsänderungen werden dort jedoch traditionell nicht als die konsolidierende Änderung eines knappen Verfassungswortlauts vollzogen, sondern sie werden als weitere Artikel (Zusatzartikel) angefügt. Einige davon haben effektiv frühere Verfassungsnormen außer Kraft gesetzt, wie etwa die Abschaffung der Sklaverei mit dem XIII., XIV. und XV. Zusatzartikel. Der 21. Zusatzartikel zur Verfassung der Vereinigten Staaten hat sogar nur den einzigen Zweck, einen anderen Zusatzartikel abzuschaffen, den 18. Zusatzartikel zur Verfassung der Vereinigten Staaten (Einführung der Alkoholprohibition). Mehrfach wurde auch mehr oder weniger direkt auf ein Urteil des Gerichts hin die Verfassung geändert, auch wenn die Hürden dazu in den USA außergewöhnlich hoch sind. So wurde auf das Urteil im Fall Chisholm v. Georgia (1793) mit dem schon 1795 in Kraft getretenen 11. Zusatzartikel zur Verfassung der Vereinigten Staaten reagiert, welcher das Urteil aufhob. Auch die oben genannten Zusätze 13–15 können als Reaktion auf das Urteil im Fall Dred Scott v. Sandford gelten, da sie die Meinung der Richter unter dem Vorsitz von Roger B. Taney, Afroamerikaner könnten keine staatsbürgerlichen Rechte haben oder erlangen, explizit widersprechen und im Gegensatz diese Rechte explizit in Verfassungsrang erheben. Das Gericht hat auch mehr oder weniger direkt eigene Präzedenzfälle der Vergangenheit umgestoßen, so zum Beispiel das Urteil im Fall Brown v. Board of Education, welches explizit die Maßgabe “separate but equal” aus dem Urteil von Plessy v. Ferguson mit der Begründung ablehnt, dass nach Rassen getrennte Einrichtungen inhärent nicht gleich(wertig) sein können (“separate is inherently unequal”). Jedoch blieben direkte Eingriffe des Gerichts mit dem Instrument des verfassungswidrigen Verfassungsrechts aus.

## Rechtsfolgen
Dogmatisch umstritten sind die Rechtsfolgen im Falle des Befunds von verfassungswidrigem Verfassungsrecht.
Ausgangspunkt ist die Regel, dass jede verfassungswidrige Norm grundsätzlich unwirksam und nichtig ist. Ausnahmen von diesem Grundsatz sind jedoch Fälle, in denen die Verfassungswidrigkeit von Normen zwar festgestellt wurde, sie dennoch nicht für nichtig erklärt wurden, da bis zur Neuregelung durch den Gesetzgeber eine nicht hinnehmbare Regelungslücke entstünde, die schädlicher ist als die Verfassungswidrigkeit selbst.
Grundsätzlich wird jedoch gestritten, ob im Falle der Verfassungswidrigkeit die Rechtsfolge ihre eigene Ursache beseitigt, also ob die Unwirksamkeit des verfassungswidrigen Verfassungsrechts dazu führt, dass es von Anfang an (ex tunc) nicht existierte – also ob es so etwas wie verfassungswidriges Verfassungsrecht geben kann oder vielmehr seine Beseitigung durch die Rechtstechnik der nachträglichen Fiktion zu erfolgen habe (ex nunc „als ob von Anfang an“).
Dieses dogmatische Problem stellt sich letztlich bei jeder Rechtsfolge mit Wirkung für die Vergangenheit (vgl. Anfechtung von Rechtsgeschäften).
Dieses Problem ist in Österreich durch positives Recht klar beantwortet: (Verfassungs-)Gesetze werden vom Verfassungsgerichtshof als verfassungswidrig aufgehoben, die Aufhebung tritt mit Ablauf des Tages der Kundmachung in Kraft (wenn der Verfassungsgerichtshof keine andere Frist bestimmt) und ist damit bindend. Auf die vor der Aufhebung verwirklichten Tatbestände mit Ausnahme des Anlassfalles ist jedoch das Gesetz weiterhin anzuwenden, sofern der Verfassungsgerichtshof nicht in seinem aufhebenden Erkenntnis anderes ausspricht. In Österreich ist folglich verfassungswidriges (Verfassungs-)Recht grundsätzlich wirksam (und nicht etwa nichtig) und scheidet erst mit der Aufhebung durch den Verfassungsgerichtshof wieder aus dem Rechtsbestand aus.